# Дикий пёс
«Дикий пёс» (англ. Savage Dog) — фильм в жанре боевых искусств со Скоттом Эдкинсом в главной роли. Режиссёром выступил Джесси Джонсон. В США фильм вышел 4 августа 2017 года.

## Сюжет
Территория бывшего Индокитая, 60-е годы. Нацистский преступник Штайнер, которому удалось скрыться от правосудия после Второй мировой, неплохо устроился в этом укромном уголке. Ему принадлежит целая исправительная колония, в которой не действуют законы — вся власть в его руках. С прибытием беглого бойца Ирландской республиканской армии, чьи навыки рукопашного боя очень хороши, Штайнеру предоставляется возможность заработать: ставки на поединках — весьма прибыльное дело. Но у ирландца на этот «концлагерь» свои планы.

## В ролях
| Актёр          | Роль           |
| -------------- | -------------- |
| Скотт Эдкинс   | Мартин Тильман |
| Жужу Чан       | Изабель        |
| Мэттью Марсден | Харрисон       |
| Кит Дэвид      | Валентайн      |
| Марко Сарор    | Растиньяк      |